# Basket Saragosse 2002
Maillots
Actualités
Le Basket Saragosse 2002, aussi connu pour des raisons de parrainage en tant que Casademont Saragosse depuis 2019, est un club espagnol de basket-ball basé à Saragosse. Le club appartient à la Liga ACB, la première division du championnat espagnol.

## Historique

Logo de 2002 à 2014.

Le Club Baloncesto Zaragoza disparaît en 2002 mais sauve finalement sa place en LEB1 (2e division) en rachetant la licence de Club Baloncesto Coruña. Une nouvelle entité se forme alors sous le nom de Basket Zaragoza 2002, conservant palmarès et droits sportifs de l'ancien club. Le sponsor CAI associé au CB Zaragoza redevient partenaire principal du nouveau club.

### Parrainage
- 2002-2016 : CAI
- 2016-2019 : Tecnyconta
- depuis 2019 : Casademont

## Résultats sportifs

### Palmarès
| Compétitions nationales                                                                                   | Compétitions internationales                    |
| - Liga LEB Oro : - Vainqueur (2) : 2008, 2010. - Coupe Prince des Asturies (es) : - Vainqueur (1) : 2004. | - Ligue des champions : - Troisième (1) : 2021. |

### Bilan par saison du club
| Saison                | Championnat national | Championnat national | Championnat national | Championnat national | Championnat national | Championnat national | Championnat national | Championnat national | Championnat national | Coupe d'Espagne | Supercoupe d'Espagne | Autres compétitions       | Autres compétitions | Compétitions européennes | Compétitions européennes |
| Saison                | Niveau               | Division             | Classement           | Pts                  | MJ                   | V                    | D                    | %V                   | Playoffs             | Coupe d'Espagne | Supercoupe d'Espagne | Compétition               | Résultat            | Compétition              | Résultat                 |
| --------------------- | -------------------- | -------------------- | -------------------- | -------------------- | -------------------- | -------------------- | -------------------- | -------------------- | -------------------- | --------------- | -------------------- | ------------------------- | ------------------- | ------------------------ | ------------------------ |
| Basket Saragosse 2002 |                      |                      |                      |                      |                      |                      |                      |                      |                      |                 |                      |                           |                     |                          |                          |
| 2002-2003             | II                   | Liga LEB             | 14e/16               | -                    | 30                   | 12                   | 18                   | .400                 | Play-out             | -               | -                    | -                         | -                   | -                        | -                        |
| 2003-2004             | II                   | Liga LEB             | 6e/18                | -                    | 34                   | 20                   | 14                   | .588                 | 1/2 finales          | -               | -                    | Copa Príncipe de Asturias | Vainqueur           | -                        | -                        |
| 2004-2005             | II                   | Liga LEB             | 6e/18                | -                    | 34                   | 19                   | 15                   | .559                 | 1/4 de finale        | -               | -                    | Copa Príncipe de Asturias | 1/2 finales         | -                        | -                        |
| 2005-2006             | II                   | Liga LEB             | 2e/18                | -                    | 34                   | 25                   | 9                    | .735                 | 1/2 finales          | -               | -                    | -                         | -                   | -                        | -                        |
| 2006-2007             | II                   | Liga LEB             | 3e/18                | -                    | 34                   | 21                   | 13                   | .618                 | 1/2 finales          | -               | -                    | -                         | -                   | -                        | -                        |
| 2007-2008             | II                   | Liga LEB Oro         | 1er/18               | -                    | 34                   | 28                   | 6                    | .824                 | -                    | -               | -                    | Copa Príncipe de Asturias | 1/2 finales         | -                        | -                        |
| 2008-2009             | I                    | Liga ACB             | 17e/17               | -                    | 32                   | 8                    | 24                   | .250                 | -                    | -               | Finale               | Supercoupe d'Espagne      | Finale              | -                        | -                        |
| 2009-2010             | II                   | Liga LEB Oro         | 1er/18               | -                    | 34                   | 27                   | 7                    | .794                 | -                    | -               | -                    | -                         | -                   | -                        | -                        |
| 2010-2011             | I                    | Liga ACB             | 10e/18               | -                    | 34                   | 16                   | 18                   | .471                 | -                    | -               | -                    | -                         | -                   | -                        | -                        |
| 2011-2012             | I                    | Liga ACB             | 10e/18               | -                    | 34                   | 16                   | 18                   | .471                 | -                    | -               | -                    | -                         | -                   | -                        | -                        |
| 2012-2013             | I                    | Liga ACB             | 5e/18                | -                    | 34                   | 21                   | 13                   | .618                 | 1/2 finales          | 1/4 de finale   | 1/2 finales          | Supercoupe d'Espagne      | 1/2 finales         | -                        | -                        |
| 2013-2014             | I                    | Liga ACB             | 8e/18                | -                    | 34                   | 18                   | 16                   | .529                 | 1/4 de finale        | 1/2 finales     | -                    | -                         | -                   | C2                       | Top 32                   |
| 2014-2015             | I                    | Liga ACB             | 9e/18                | -                    | 34                   | 18                   | 18                   | .529                 | -                    | 1/4 de finale   | -                    | -                         | -                   | C2                       | Top 32                   |
| 2015-2016             | I                    | Liga ACB             | 12e/18               | -                    | 34                   | 13                   | 21                   | .382                 | -                    | -               | -                    | -                         | -                   | C2                       | 1/8e de finale           |
| 2016-2017             | I                    | Liga ACB             | 15e/17               | -                    | 32                   | 9                    | 23                   | .265                 | -                    | -               | -                    | -                         | -                   | -                        | -                        |
| 2017-2018             | I                    | Liga ACB             | 16e/18               | -                    | 34                   | 10                   | 24                   | .294                 | -                    | -               | -                    | -                         | -                   | -                        | -                        |
| 2018-2019             | I                    | Liga ACB             | 6e/18                | -                    | 34                   | 18                   | 16                   | .529                 | 1/2 finales          | -               | -                    | -                         | -                   | -                        | -                        |
| 2019-2020             | I                    | Liga ACB             | 3e/18                | -                    | 23                   | 16                   | 7                    | .696                 | -                    | 1/4 de finale   | -                    | -                         | -                   | C3                       | 4e place                 |
| 2020-2021             | I                    | Liga ACB             | 13e/19               | -                    | 36                   | 14                   | 22                   | .389                 | -                    | -               | -                    | -                         | -                   | C3                       | 3e place                 |
| 2021-2022             | I                    | Liga ACB             | 16e/18               | -                    | 34                   | 12                   | 22                   | .353                 | -                    | -               | -                    | -                         | -                   | C4                       | Saison régulière         |
| 2022-2023             | I                    | Liga ACB             | 13e/18               | -                    | 34                   | 12                   | 22                   | .353                 | -                    | -               | -                    | -                         | -                   | -                        | -                        |
| 2023-2024             | I                    | Liga ACB             | 12e/18               | -                    | 34                   | 13                   | 21                   | .382                 | -                    | -               | -                    | -                         | -                   | C4                       | 1/4 de finale            |
| 2024-2025             | I                    | Liga ACB             | 12e/18               | -                    | 34                   | 13                   | 21                   | .382                 | -                    | -               | -                    | -                         | -                   | C4                       | 1/4 de finale            |

## Joueurs et personnalités du club

### Entraîneurs
Le tableau suivant présente la liste des entraîneurs du club depuis 2002.
| Rang | Nom              | Période                   |
| ---- | ---------------- | ------------------------- |
| 1    | José Luis Oliete | 2002-février 2003         |
| 2    | / Ranko Žeravica | Février-mars 2003         |
| 3    | Alfred Julbe     | Mars 2003-2004            |
| 4    | Óscar Quintana   | 2004-janvier 2005         |
| 5    | Alfred Julbe     | Janvier 2005-2006         |
| 6    | Chus Mateo       | 2006-janvier 2007         |
| 7    | Curro Segura     | Janvier 2007-janvier 2009 |

| Rang | Nom                  | Période                 |
| ---- | -------------------- | ----------------------- |
| 8    | Alberto Angulo       | Janvier-juin 2009       |
| 9    | José Luis Abós       | 2009-2014               |
| 10   | Joaquín Ruiz Lorente | 2014-novembre 2015      |
| 11   | Andreu Casadevall    | Novembre 2015-mars 2017 |
| 12   | Luis Guil            | Mars-mai 2017           |
| 13   | Jota Cuspinera       | 2017-février 2018       |
| 14   | Josep Cargol         | Février 2018            |

| Rang | Nom                  | Période     |
| ---- | -------------------- | ----------- |
| 15   | Porfirio Fisac (en)  | 2018-2020   |
| 16   | Diego Ocampo (es)    | 2020        |
| 17   | Sergio Hernández     | 2020-2021   |
| 18   | Luis Casimiro (en)   | 2021        |
| 19   | Jaume Ponsarnau (es) | 2021-2022   |
| 20   | Dragan Šakota        | 2022        |
| 21   | Martin Schiller (en) | 2022        |
| 22   | Porfirio Fisac (en)  | 2022-2025   |
| 23   | Rodrigo San Miguel   | depuis 2025 |

### Joueurs célèbres ou marquants
- Alberto Angulo
- Carlos Cabezas
- Borja Vidal
- Fran Vázquez
- Luc-Arthur Vebobe
- / Nicolas de Jong
- Sam Van Rossom
- Rafael Hettsheimeir
- Robin Benzing
- Damjan Rudež

## Section handibasket

### Historique
Le club dispose d'une section handibasket, nommée CAI Deporte Adaptado Zaragoza, créée en 1982. L'équipe est engagée en première division espagnole depuis 19 ans, ce qui est le record actuel (en 2014). Bien que n'ayant jamais remporté le titre, elle a terminé troisième du championnat espagnol en 1994 et a été deux fois finaliste de l'EuroCup 3 (Coupe Willi Brinkmann) : en 2000 face à ses compatriotes de Mideba et en 2005 face aux Pilatus Dragons.
Le club organise la phase finale de la Coupe d'Europe Willi Brinkmann (troisième division) en 2015.

### Palmarès
Européen,
- Coupe André Vergauwen (EuroCup 2) :
  - 1996 : 5e place
  - 1997 : 6e place
- Coupe Willi Brinkmann (EuroCup 3) :
  - 2000 :  Vice-champion d'Europe
  - 2005 :  Vice-champion d'Europe
  - 2015 : 5e place[4]

National
- 3e du championnat d'Espagne de 1re division (División de Honor) : 1994